# جعفر بيشيفاري
سيد جعفر بيشيفاري ( بالفارسية: سید جعفر پیشه‌وری ؛ بالأذربيجانية: سید جعفر پیشهورى). ولد في 26 أغسطس 1892 وتوفي في 11 يونيو 1947. كان سياسيًا شيوعيًا أذربيجانيًا إيرانيًا، وهو من أبرز مؤسسي وقاد الدولة الشيوعية. الحزب الديمقراطي الأذربيجاني، الحزب المؤسس والحاكم لحكومة الشعب الأذربيجانية.

## الحياة
ولد في خلخال في محافظة أردبيل بإيران. لقد عاش في القوقاز في أوائل القرن العشرين وتعرف على الماركسية خلال هذه الفترة. كان عضوا في حزب العمل الاشتراكي الديمقراطي الروسي.
كان أحد الأعضاء المؤسسين للحزب الشيوعي الإيراني (يجب عدم الخلط بينه وبين حزب توده )، الذي تأسس عام 1920 في راشت. أصبح صحفيًا وناشطًا شيوعيًا في عشرينيات القرن الماضي.
في عام 1921، خدم بيشيفاري السوفيت كوزير للداخلية في الجمهورية الاشتراكية السوفيتية الفارسية.
تم اعتقاله وسجنه لمدة تسع سنوات في أواخر الثلاثينيات وأوائل الأربعينيات من القرن الماضي من قبل حكومة رضا شاه بهلوي بسبب أفكاره وأنشطته الشيوعية.  تم إطلاق سراحه من السجن بعد أن أطاح الحلفاء برضا شاه عام 1941. كان بيشيفاري مرشح حزب توده الإيراني للمجلس وتم انتخابه، ولكن تم منعه من الدخول من قبل بقية النواب. من بين 100 صوت تم الإدلاء بها، تم رفض أوراق اعتماده بأغلبية 47 صوتًا مقابل 50 صوتًا.
ثم أسس الحزب الديمقراطي الأذربيجاني بدعم مادي وتنظيمي واضح من الاتحاد السوفيتي.

## الحياة السياسية
أسس الاتحاد السوفيتي الحكومة الشعبية الأذربيجانية الشيوعية في نوفمبر 1945 أثناء احتلالهم لشمال إيران، وجعل بيشيفاري زعيمًا لها.  ولكن يبدو أن الرجل القوي في هذه الحكومة كان محمد بيريا، وزير الدعاية ورئيس الشرطة السرية التي دربتها NKVD.  تشمل تصرفات حكومته تنظيم وتسليح الميليشيات المحلية، ونزع سلاح قوات الجيش والشرطة الإيرانية النظامية، وإنشاء سلطة قضائية مستقلة على أساس النظام القانوني السوفيتي، وتأميم البنوك،  وفرض الضرائب، وإصلاح الأراضي  بدون التصديق على المجلس، واستخدام اللغة الأذربيجانية كلغة رسمية  وحظر استخدام اللغة الفارسية [بحاجة لمصدر]، ووضع منهج بديل ونظام تعليمي بديل، كان ينظر إليه بعين الشك العميق من قبل الحكومة المركزية والإيرانيين الآخرين.
في أعقاب الاتفاق الذي تم التوصل إليه بين حكومتي إيران والاتحاد السوفيتي تحت ضغط أمريكي مكثف، والذين نظروا إلى حكومة بيشيفاري على أنها مخطط غير دقيق من قبل الاتحاد السوفيتي لتقسيم إيران، رفع السوفيت حمايتهم. دخلت القوات المسلحة الإيرانية، التي أبعدها تواجد الجيش الأحمر عن مقاطعتي أذربيجان وكردستان منذ عام 1942، هذه المقاطعات في نوفمبر 1946. انهارت حكومة بيشيفاري التي نصبت نفسها بنفسها بسرعة، حيث رحب العديد من الناس بقوات الحكومة المركزية. بحلول ديسمبر 1946، تم إخلاء كل من أذربيجان وكردستان من قبل القوات السوفيتية وأعادت الحكومة الإيرانية السيطرة على الأراضي التي يحتلها الاتحاد السوفيتي. وبدا الأمر كما لو أن حكومة بيشيفاري أصبحت لا تحظى بشعبية كبيرة، وخاصة في المدن الكبرى حيث كان التجار يخشون الشيوعية.
بعد انهيار هذه الجمهورية التي لم تدم طويلاً، هرب إلى أذربيجان الاشتراكية السوفيتية وتوفي في حادث سيارة في باكو عام 1947.
إن إرثه هو موضوع نقاش ساخن اليوم. في حين أن العديد من الإيرانيين يعتبرونه إما عميلاً سوفيتياً أو خائناً، إلا أنه يعتبر بطلاً قومياً للقوميين الأذريين أو ثورياً اشتراكياً من قبل اليسار الإيراني. ومما لا شك فيه الآن أنه حصل على دعم جوزيف ستالين والاتحاد السوفيتي في تشكيل حكومته. ليس هناك شك أيضًا في أن الاتحاد السوفيتي أراد بالفعل ضم عدة محافظات في شمال إيران.
تظهر المصادر المتاحة أن التطلعات الإقليمية السوفيتية شملت مقاطعات أذربيجان وكردستان وجيلان ومازندران وخراسان. لكن ما كان ينوي بيشيفاري تحقيقه ودوره في الخطط السوفيتية هو موضوع نقاش. يجادل بعض الباحثين اليساريين بأنه لم يكن ينوي أبدًا تقسيم إيران وأن ما أراده هو التحول التدريجي للبلاد بأكملها إلى دولة شيوعية. ويرى أصحاب اليمين أن التصريحات والتوجيهات الصادرة عن شخصه وحكومته لا تترك مجالاً للشك في أنه كان ينوي ضم جمهوريته إلى جمهورية أذربيجان الاشتراكية السوفيتية، وبالتالي الاتحاد السوفيتي.[بحاجة لمصدر]